# 마쿠라노소시

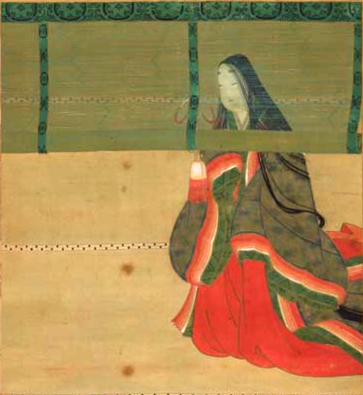

《마쿠라노소시(枕草子)》는 일본 고대 후기의 수필로, 세이 쇼나곤(淸少納言)의 작품이다. 궁정 사회를 묘사한 작품으로서, 직접 독자와 연결되는 문예 장르를 확립시킨 작품으로 문학 사상 불후의 명예를 차지했다. 일본적 감각의, 고도로 순수한 것으로서 후대에 미친 영향이 크다.

## 같이 보기
- 일본의 중고문학사
- 무라사키 시키부